# Stazione di Gallese-Bassanello
Stazione di Gallese-Bassanello 1994-ben bezárt vasútállomás Olaszországban, Gallese településen.

## Vasútvonalak
Az állomást az alábbi vasútvonalak érintették:
- Civitavecchia-Orte-vasútvonal

## Kapcsolódó állomások
A vasútállomáshoz az alábbi állomások vannak a legközelebb:
- Corchiano railway station
- Castel Bagnolo di Orte railway station